# The Lemon Song
The Lemon Song is een nummer van de Engelse rockband Led Zeppelin. Het is het derde nummer van hun tweede album Led Zeppelin II uit 1969.

## Opname en compositie
"The Lemon Song" is live opgenomen in de Mystic Studio’s in Los Angeles tijdens de tweede concerttour (24 april-31 mei 1969) van Led Zeppelin in Noord Amerika (Verenigde Staten en Canada). De gitaarpartijen in het nummer werden na de opname extra gedubd, de galm die klinkt op de zang van Robert Plant is niet versterkt, maar toe te schrijven aan de akoestiek van de studio.
Gitarist Jimmy Page zei hier over:

We hebben het in de studio gewoon simpel opgenomen en alleen in de overgang een paar overdubs op de gitaren toegepast — ik geloof dat het een elektrische twaalf-snarige Fender of een Rickenbacker was." 

## Tekst en muziek
"The Lemon Song" is gebaseerd op het nummer "Killing Floor" van bluesmuzikant Howlin' Wolf uit 1964. Dit nummer speelde Led Zeppelin tijdens de eerste concerttour in Noord-Amerika. Tijdens hun tweede en derde concerttour in Noord-Amerika stond het ook op de setlist maar veranderde het gaandeweg in "The Lemon Song". Robert Plant improviseerde vaak de tekst tijdens uitvoeringen van het nummer. De openingszin van beide nummers is echter nagenoeg hetzelfde.
De zin "Squeeze (my lemon) till the juice runs down my leg" komt ook voor in Robert Johnsons nummer "Travelling Riverside Blues" uit 1937. Waarschijnlijk heeft Johnson de tekst op zijn beurt overgenomen uit het, eerder dat jaar opgenomen, nummer "She Squeezed My Lemon" van Arthur McKay. Het nummer bevat ook verwijzingen naar het nummer "Crosscut Saw" uit 1966 van Albert King.

## Plagiaatstrijd
In december 1972 klaagde Arc Music, eigenaar van de publicatierechten van Howlin' Wolfs nummers, Led Zeppelin aan voor schending van het auteursrecht op "The Lemon Song". Chester Arthur Burnett (Howlin' Wolfs echte naam) kreeg een vergoeding van $ 45.123,- en een vermelding als co-schrijver op alle volgende uitgaven van het nummer.

## Live-uitvoeringen
Led Zeppelin speelde "The Lemon Song" tijdens de eerste drie concerttours in Noord Amerika. Tijdens de eerste tour werd het nummer nog als "Killing Floor" uitgevoerd. Eind 1969 werd het van de setlist geschrapt, maar later kwam het, gedeeltelijk, weer terug in de "Whole Lotta Love" medley. Ook werd het regelmatig, buitenom de setlist, spontaan uitgevoerd.
Tijdens een optreden van Led Zeppelin op 9 januari 1970 in de Royal Albert Hall in Londen werd het samengevoegd met het nummer "How Many More Times".

#### Andere live versies
- Op het livealbum Live at the Greek, (29 februari 2000) van Jimmy Page & The Black Crowes staat een versie die opgenomen is op 18-19 oktober 1999 in het Greek Theatre in Los Angeles in de VS.[6]
- Robert Plant speelde het nummer samen met Jack White op 21 maart 2015 in Buenos Aires in Argentinië tijdens het Lollapalooza festival.
- Plant speelde het nummer ook tijdens zijn "Carry Fire" concerttour in 2018.[7]

## Bezetting
- Robert Plant - zang
- Jimmy Page - gitaar
- John Paul Jones - basgitaar
- John Bonham - drums

## Cover-versies
The Lemon Song is door diverse artiesten gecoverd. De bekendste zijn:

| Artiest           | Album                                | Jaar |
| ----------------- | ------------------------------------ | ---- |
| Dread Zeppelin    | Deja-Voodoo - Greatest & Latest Hits | 2000 |
| Zepparella        | Live at 19 Broadway                  | 2006 |
| Adrenaline Mob    | Coverta                              | 2013 |
| Jack White        | Live from Bonnaroo                   | 2014 |
| Train             | Train Does Led Zeppelin II           | 2016 |
| Vanessa Fernandez | When the Levee Breaks                | 2016 |